# Liste des préfets du Gard
Cet article présente la liste des préfets du Gard depuis la création de la fonction en 1800.

## Liste
| Identité                                               | Période           | Période                | Durée                      | Fonction                     |
| Identité                                               | Début             | Fin                    | Durée                      | Fonction                     |
| ------------------------------------------------------ | ----------------- | ---------------------- | -------------------------- | ---------------------------- |
| Jean-Baptiste Dubois de Jancigny (1752 - 1808)         | 2 mars 1800       | 1804                   | 4 ans                      |                              |
| François Dalphonse (1756 - 1821)                       | 13 avril 1804     | 1810                   | 6 ans                      |                              |
| Jean André Louis Rolland de Villarceaux (1764 - 1849)  | 30 novembre 1810  | 1815                   | 5 ans                      |                              |
| Jean-Baptiste Roggieri (1761 - 1827)                   | 6 avril 1815      | 3 juillet 1815         | 2 mois et 27 jours         |                              |
| Jules de Calvière (1762 - 1849)                        | 3 juillet 1815    | 12 juillet 1815        | 9 jours                    |                              |
| Joseph Charles André d'Arbaud de Jouques (1769 - 1849) | 11 juillet 1815   | 1817                   | 2 ans                      |                              |
| Antoine Maurice Apollinaire d'Argout (1782 - 1858)     | 16 février 1817   | 1819                   | 2 ans                      |                              |
| Charles Lemercier de Longpré (1778 - 1854)             | 3 février 1819    | 1820                   | 1 an                       |                              |
| Paul Étienne de Villiers du Terrage (1774 - 1858)      | 30 janvier 1820   | 1824                   | 4 ans                      |                              |
| Charles Planelli de Lavalette (1763 - 1854)            | 7 avril 1824      | 1828                   | 4 ans                      |                              |
| Antoine Édouard Herman (1785 - 1864)                   | 12 novembre 1828  | 1830                   | 2 ans                      |                              |
| Charles-Aristide de Lacoste du Viviers (1794 - 1870)   | 7 août 1830       | novembre 1830          | 3 mois                     |                              |
| Achille Chaper (1795 - 1874)                           | 17 novembre 1830  | 1831                   | 1 an                       |                              |
| Charles-Aristide de Lacoste du Viviers (1794 - 1870)   | 22 octobre 1831   | 1833                   | 2 ans                      |                              |
| Jean-Charles Rivet (1800 - 1872)                       | 21 janvier 1833   | 1834                   | 1 an                       |                              |
| Adrien-Sébastien de Jessaint (1788 - 1850)             | 21 septembre 1834 | 1843                   | 9 ans                      |                              |
| Hugues-Iéna Darcy (1807 - 1880)                        | 6 janvier 1843    | 1848                   | 5 ans                      |                              |
| Émile Teulon (1793 - 1877)                             | 24 février 1848   | 2 mai 1848             | 2 mois et 8 jours          | Commissaire de la République |
| Henry Bonnias (1800 - 1852)                            | 2 mai 1848        | 19 mai 1848            | 17 jours                   |                              |
| Léon Thourel (d) (1797 - 1870)                         | 19 mai 1848       | 2 juin 1848            | 14 jours                   | Commissaire de la République |
| Jean Salives (1800 - 1854)                             | 2 juin 1848       | 29 août 1848           | 2 mois et 27 jours         |                              |
| Adolphe de Chanal (1811 - 1882)                        | 29 août 1848      | 1849                   | 1 an                       |                              |
| Eugène Lagarde (1801 - 1859)                           | 28 juin 1849      | 1851                   | 2 ans                      |                              |
| Antoine-Florentin Bourdon (d) (1797 - 1880)            | 30 novembre 1851  | 1852                   | 1 an                       |                              |
| Henri Pougeard-Dulimbert (1817 - 1898)                 | 17 mai 1852       | 1865                   | 13 ans                     |                              |
| Jean-Baptiste Boffinton (1817 - 1899)                  | 16 octobre 1865   | 1869                   | 4 ans                      |                              |
| Eugène Janvier de La Motte (1823 - 1884)               | 3 janvier 1869    | 1869                   | moins d’un an              |                              |
| Joseph-Eugène Amelin (1811 - 1872)                     | 8 novembre 1869   | 1870                   | 1 an                       |                              |
| Louis Laget (1821 - 1882)                              | 6 septembre 1870  | 1871                   | 1 an                       |                              |
| Jean-Chrysogone Guigue de Champvans (1813 - 1900)      | 23 mars 1871      | 1876                   | 5 ans                      |                              |
| Georges Gizolme (d) (1840 - 1913)                      | 21 mars 1876      | 1879                   | 3 ans                      |                              |
| Paul Dumarest (1833 - 1882)                            | 23 mars 1879      | 18 février 1882 (mort) | 2 ans, 10 mois et 26 jours |                              |
| Albert de Girardin (d) (né en 1840)                    | 14 janvier 1882   |                        |                            |                              |
| Périclès Grimanelli (1847 - 1924)                      | 25 avril 1885     | 1889                   | 4 ans                      |                              |
| Paul Vatin (1848 - 1924)                               | 24 mai 1889       | 1890                   | 1 an                       |                              |
| Gustave Le Mallier (1841 - 1918)                       | 12 mai 1890       | 1895                   | 5 ans                      |                              |
| Henri Jean Bonnier (né en 1846)                        | 18 mars 1895      | 1897                   | 2 ans                      |                              |
| Paul Lardin de Musset (1848 - 1908)                    | 13 septembre 1897 | 1898                   | 1 an                       |                              |
| Raoul Couppel du Lude (d) (1851 - 1923)                | 16 juillet 1898   | 1900                   | 2 ans                      |                              |
| Paul Maitrot de Varenne (d) (1852 - 1933)              | 16 janvier 1900   | 1909                   | 9 ans                      |                              |
| Charles Lallemand (1868 - 1940)                        | 30 juillet 1909   | 1911                   | 2 ans                      |                              |
| Edmond Duponteil (d) (1863 - 1923)                     | octobre 1911      | 1914                   | 3 ans                      |                              |
| Louis Hudelo (1868 - 1945)                             | 1er février 1914  | 1916                   | 2 ans                      |                              |
| Pierre Emery (d) (1870 - 1943)                         | novembre 1916     | 1917                   | 1 an                       |                              |
| Louis Thibon (en) (1866 - 1940)                        | 2 mai 1917        | 1919                   | 2 ans                      |                              |
| Victor Gilotte (d) (1865 - 1946)                       | 5 mars 1919       | 1925                   | 6 ans                      |                              |
| Maurice Mounier (d) (né en 1873)                       | 26 octobre 1925   | 1934                   | 9 ans                      |                              |
| Pierre Moitessier (1880 - 1966)                        | 1er juillet 1934  | 1936                   | 2 ans                      |                              |
| Antoine Lemoine (1888 - 1958)                          | 27 septembre 1936 | 1938                   | 2 ans                      |                              |
| Auguste Martin (d) (1878 - 1965)                       | 8 avril 1938      | 1940                   | 2 ans                      |                              |
| Angelo Chiappe (1889 - 1945)                           | 25 septembre 1940 | 1944                   | 4 ans                      |                              |
| Alfred Papinot (d) (1894 - 1976)                       | 14 février 1944   | 1944                   | moins d’un an              |                              |
| Don Sauveur Paganelli (1888 - 1979)                    | 25 août 1944      | 1946                   | 2 ans                      |                              |
| Paul Chaumeil (d) (1901 - 1969)                        | 1er février 1946  | 1957                   | 11 ans                     |                              |
| Yves Cazaux (1909 - 1999)                              | 16 avril 1957     | 1962                   | 5 ans                      |                              |
| Bernard Vaugon (1910 - 2012)                           | 15 janvier 1962   | 1964                   | 2 ans                      |                              |
| Michel Grollemund (d) (1914 - 2001)                    | 11 mai 1964       | 1968                   | 4 ans                      |                              |
| Georges Gerbod (d) (1913 - 2003)                       | 16 février 1968   | 1970                   | 2 ans                      |                              |
| Roger Richardot (d) (1912 - 1996)                      | 6 juillet 1970    | 1975                   | 5 ans                      |                              |
| Jacques Delaunay (d) (1921 - 2006)                     | 15 mars 1975      | 1976                   | 1 an                       |                              |
| Laurent Clément (d) (1921 - 2004)                      | 1er octobre 1976  | 1978                   | 2 ans                      |                              |
| Pierre Degrave (d) (1922 - 2013)                       | 16 octobre 1978   | 1980                   | 2 ans                      |                              |
| Jean-Claude Quyollet (d) (1932 - 2018)                 | 14 juillet 1980   | 1982                   | 2 ans                      |                              |
| Guy Pigoullié (d) (1926 - 2006)                        | 20 juillet 1982   | 1986                   | 4 ans                      |                              |
| Robert Miguet (1929 - 2019)                            | 14 juillet 1986   | 1987                   | 1 an                       |                              |
| Jean-Louis Dufeigneux (d) (1938 - 2023)                | 2 novembre 1987   | 1989                   | 2 ans                      |                              |
| Maurice Joubert (d) (né en 1930)                       | 11 septembre 1989 | 1993                   | 4 ans                      |                              |
| Jacques Roynette (né en 1936)                          | 3 septembre 1991  | 1993                   | 2 ans                      |                              |
| Roland Hodel (d) (né en 1943)                          | 15 février 1993   | 1993                   | moins d’un an              |                              |
| Franck Perriez (d) (né en 1944)                        | novembre 1993     | 1996                   | 3 ans                      |                              |
| François Leonelli (d) (né en 1939)                     | 14 novembre 1996  | 1998                   | 2 ans                      |                              |
| Michel Gaudin (né en 1948)                             | 29 juin 1998      | 2002                   | 4 ans                      |                              |
| Jean-Pierre Hugues (né en 1951)                        | 25 juin 2002      | 2005                   | 3 ans                      |                              |
| Dominique Bellion (en) (né en 1948)                    | 30 juin 2005      | 2009                   | 4 ans                      |                              |
| Hugues Bousiges (en) (né en 1948)                      | 15 juillet 2009   | 2013                   | 4 ans                      |                              |
| Didier Martin (d)                                      | 17 décembre 2015  | 2016                   | 1 an                       |                              |
| Didier Lauga (d) (né en 1955)                          | 1er janvier 2016  | 2021                   | 5 ans                      |                              |
| Marie-Françoise Lecaillon (d) (née en 1959)            | 8 mars 2021       |                        |                            |                              |